# Wood Wedson Pierre
Wood Wedson Pierre est un jeune entrepreneur haïtien né à Petit-Goâve. Il est le fondateur de la marque Elite Technology Development.

## Biographie
Wood Wedson Pierre est natif de Petit-Goâve. Il a fréquenté l'Université National Pedro Henriquez Ureña (UNPHU) en République Dominicaine. Il a fait partie  aussi de Centro Pymes Unphu y Centro de Emprendimiento Unphu. Il a créé son propre marque de smartphones, ordinateurs portables, feature phones, tablettes. Le modèle Elite E1  est l’un des premiers de la marque, il est muni d’un écran HD de 5.5 pouces, avec d'autres caractéristiques originales, de même ce modèle de téléphone est doté  également  d’empreinte digitale permettant à son propriétaire de le déverrouiller à la seconde.